# Stefano Tamburini
Stefano Tamburini   (Roma, 18 d'agost de 1955 - Roma, abril 1986) va ser un artista gràfic, autor de còmics i editor de revistes italià. És conegut sobretot com a cocreador del personatge de còmic RanXerox, amb Tanino Liberatore. Juntament amb Andrea Pazienza és considerat un dels autors de còmic italians més brillants de la seva generació.

## Biografia
Nascut a Roma, del 1975 al 1977 va treballar per a Stampa Alternativa, una empresa editorial independent, dissenyant llibres i fulletons. També va ser cofundador de les revistes Combinazioni (1974), Cannibale (1977) i Frigidaire (1980).
El primer personatge de còmics de Tamburini, Fuzzy Rat, es va publicar a Combinazioni. El 1978 Tamburini, juntament amb l'artista Tanino Liberatore, van crear el personatge de còmic RanXerox, una criatura mecànica feta amb peces de fotocopiadora Xerox. Inicialment serialitzat a Frigidaire, RanXerox es va publicar finalment com a novel·la gràfica. Aclamat com un personatge innovador que encarna l'esperit de la dècada de 1980, RanXerox va ser finalment traduït a l'anglès el 1983.
El 1983 Tamburini es va casar amb la galerista d'art Emi Fontana. Va morir a Roma el 1986 a causa d'una sobredosi d'heroïna.